# Villa Hayes
Villa Hayes ist die Hauptstadt des Departamento Presidente Hayes in Paraguay mit etwa 19.000 Einwohnern. Sie liegt am westlichen Ufer des Río Paraguay rund 30 Kilometer nördlich von Asunción. Sie wird als das Tor zum Chaco bezeichnet.

## Geschichte
Im heutigen Villa Hayes wurde 1786 von Francisco Amancio González Escobar die Reducción Melodía gegründet. Nach dem Niedergang dieser Ansiedlung wurde die Stadt 1855 im Rahmen eines von Vicente Barrios, dem späteren Schwager des paraguayischen Diktators Francisco Solano López, geleiteten Kolonisationsprojekts mit 410 französischen Ansiedlern unter dem Namen Nueva Burdeos („Neu-Bordeaux“) wieder gegründet. Letztlich war diesem Versuch einer Wiedergründung aber kein Erfolg beschieden, sodass es im folgenden Jahr zu einem neuen Versuch unter dem Namen Villa Occidental kam, der diesmal Bestand hatte. Nach dem Tripel-Allianz-Krieg wurde die Stadt von Argentinien annektiert und zur Hauptstadt des Nationalterritoriums Chaco erklärt. 1879 wurde sie durch Vermittlung des 19. US-amerikanischen Präsidenten Rutherford B. Hayes im Grenzkonflikt an Paraguay zurückgegeben. Daraufhin wurde die Stadt ihm zu Ehren in Villa Hayes umbenannt.

## Wirtschaft
Villa Hayes ist das Zentrum eines Agrargebiets. Die Lederherstellung stellt seit Längerem einen bedeutenden Wirtschaftszweig dar. Es gibt zwei Gerbereien, die täglich über 1000 Häute verarbeiten und zum Teil exportieren. Des Weiteren gibt es in der Stadt u. a. zwei Gefrierfleischfabriken der Kooperative Neuland.
Am 28. November 2018 wurde in Villa Hayes das erste Eisenwerk Paraguays eingeweiht, das Altmetall recycelt und daraus Stahlstangen herstellt.

## Bildung
Es gibt in Villa Hayes mehrere Universitäten:
- Universidad Politécnica y Artística del Paraguay (UPAP)
- Universidad Del Norte – UniNorte
- Universidad San Carlos (USC)
- Universidad Metropolitana de Asunción
- Universidad Nacional de Asunción